# Rafael Fernandes (Fußballspieler)
Rafael Tavares Gomes Fernandes (* 28. Juni 2002 in Setúbal) ist ein portugiesischer Fußballspieler, der aktuell beim OSC Lille in der Ligue 1 unter Vertrag steht.

## Karriere

### Verein
Fernandes begann seine fußballerische Ausbildung im Alter von acht Jahren bei Sporting Lissabon. In der Saison 2020/21 kam er dort zu seinen ersten 15 Einsätzen für die U23-Mannschaft in der Liga Reveleção. In der Spielzeit 2021/22 kam er bis Februar 2022 auch noch in der UEFA Youth League für die U19-Mannschaft zum Einsatz. Er spielte zudem weiterhin für das U23-Team und kam auch bei der zweiten Mannschaft in der Liga 3 bereits zu viel Einsatzzeit.
Im Sommer 2022 verließ er seinen Jugendverein und wechselte zum Erstligisten FC Arouca. Dort spielte er direkt am ersten Spieltag bei einer 0:4-Niederlage gegen Benfica Lissabon nach Einwechslung in der Halbzeit für die Profis in der Liga Portugal. Insgesamt kam er in der Saison 2022/23 zu zwei Einsätzen in der Liga und einem im Ligapokal, wo er mit Arouca das Halbfinale erreichte. In der Spielzeit 2023/24 bestritt er bis Ende Januar elf Ligapartien und drei Ligapokalspiele.
Am 31. Januar 2024 wechselte er für eine Ablöse von drei Millionen Euro zum französischen Erstligisten OSC Lille.
Im Januar 2025 wurde Fernandes bis zum Ende der Saison 2024/25 nach Schottland an die Glasgow Rangers verliehen.

### Nationalmannschaft
Fernandes spielte bereits für die U18- und U20-Nationalmannschaft Portugals und steht seit Oktober 2023 im Kader des U21-Teams.